# Mich Vraa
Mich Vraa (født 23. marts 1954 i Odense) er en dansk forfatter, journalist og oversætter, kendt for sin omfattende produktion af både egne værker og oversættelser af international litteratur. 
Efter sin uddannelse fra Danmarks Journalisthøjskole i 1979 debuterede Vraa som forfatter i 1982 med spændingsromanen Papegøjejagt. Gennem sin karriere har han udgivet over 20 bøger, der spænder over flere genrer.
I perioden 2016-2018 udgav han en anmelderrost trilogi om Dansk Vestindien, bestående af romanerne Haabet (2016), Peters kærlighed (2017) og Faith (2018). Disse værker belyser Danmarks rolle i slavehandelen og livet på De Vestindiske Øer.
Som oversætter har Vraa siden oversat omkring 1000 bøger, herunder værker af forfattere som Jonathan Franzen, Anthony Doerr, Nick Cave og Dan Brown.
I 2023 udgav han romanen Under en anden himmel, en fortælling inspireret af Prins Henriks liv, der udforsker temaer som identitet og tilhørsforhold. Romanen fik fem stjerner i Berlingske, hvor anmelderen skrev: “Den er guf for de litterære smagsløg. Kompositionen er sikker. Sproget er så sanseligt, at man mærker, dufter, føler, smager det alt sammen.”

## Inferno
I 2014 skrev Mich Vraa et meget omtalt essay, hvor han stærkt kritiserede de forhold, han blev givet, da han oversatte Dan Browns roman Inferno. Essayet hed også Inferno som romanen, og det udkom hos Zetland.

## Priser
Mich Vraas historiske roman Haabet blev i 2017 nomineret til både DR Romanprisen og Politikens Litteraturpris.